# Bahnstrecke Połczyn Zdrój–Świdwin
| Streckennummer: | PKP 421              |                                 |                                 |
| Kursbuchstrecke: | 111m (1934)          |                                 |                                 |
| Streckenlänge: | 24,447 km            |                                 |                                 |
| Spurweite: | 1435 mm (Normalspur) |                                 |                                 |
| Streckengeschwindigkeit: | 50 km/h              |                                 |                                 |
| |                      |                                 |                                 |
| \| \| \| von Grzmiąca \| \| \| \| 0,000 \| Połczyn Zdrój früher Bad Polzin \| Połczyn Zdrój früher Bad Polzin \| \| \| \| nach Kostrzyn \| \| \| \| 4,313 \| Stare Ludzicko früher Lutzig \| Stare Ludzicko früher Lutzig \| \| \| 9,256 \| Redło früher Redel \| Redło früher Redel \| \| \| 13,784 \| Cieszeniewo früher Ziezeneff \| Cieszeniewo früher Ziezeneff \| \| \| 18,260 \| Smardzko früher Simmatzig \| Smardzko früher Simmatzig \| \| \| \| von Gdańsk \| \| \| \| 24,447 \| Świdwin früher Schivelbein \| Świdwin früher Schivelbein \| \| \| \| nach Stargard \| \| |                      |                                 |                                 |
| Strecke (außer Betrieb) |                      | von Grzmiąca                    | von Grzmiąca                    |
| Bahnhof (Strecke außer Betrieb) | 0,000                | Połczyn Zdrój früher Bad Polzin | Połczyn Zdrój früher Bad Polzin |
| Abzweig geradeaus und nach links (Strecke außer Betrieb) |                      | nach Kostrzyn                   | nach Kostrzyn                   |
| Bahnhof (Strecke außer Betrieb) | 4,313                | Stare Ludzicko früher Lutzig    | Stare Ludzicko früher Lutzig    |
| Bahnhof (Strecke außer Betrieb) | 9,256                | Redło früher Redel              | Redło früher Redel              |
| Bahnhof (Strecke außer Betrieb) | 13,784               | Cieszeniewo früher Ziezeneff    | Cieszeniewo früher Ziezeneff    |
| Bahnhof (Strecke außer Betrieb) | 18,260               | Smardzko früher Simmatzig       | Smardzko früher Simmatzig       |
| Abzweig ehemals geradeaus und von rechts |                      | von Gdańsk                      | von Gdańsk                      |
| Bahnhof | 24,447               | Świdwin früher Schivelbein      | Świdwin früher Schivelbein      |
| Strecke |                      | nach Stargard                   | nach Stargard                   |

Die Bahnstrecke Połczyn Zdrój–Świdwin ist eine Nebenbahn in Polen, die seit 1996 nur noch teilweise in Betrieb war und seit 2006 endgültig stillgelegt ist. Sie verlief in der Woiwodschaft Westpommern von Połczyn-Zdrój (Bad Polzin) nach Świdwin (Schivelbein). 

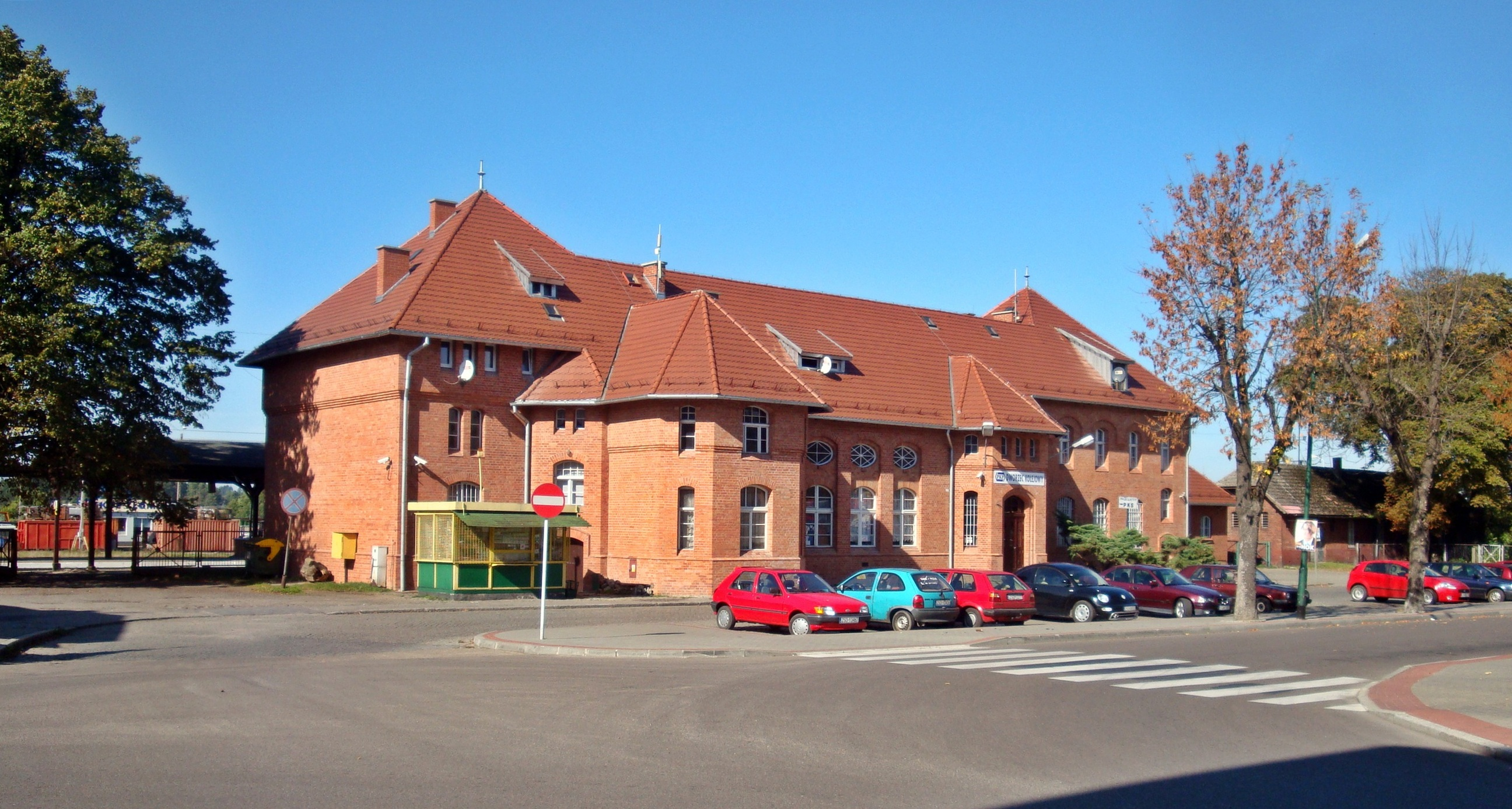
Bahnhof Świdwin

## Verlauf
Die Bahnstrecke Połczyn Zdrój–Świdwin verlief in Ost-West-Richtung innerhalb des heutigen Powiat Świdwiński und des früheren Landkreises Belgard. Sie verband auf einer Länge von 24 Kilometern die Kurstadt Połczyn-Zdrój mit der jetzigen Kreisstadt Świdwin.

## Geschichte
Seit 1859 war die Stadt Schivelbein (heute polnisch: Świdwin) durch die Berlin-Stettiner Eisenbahn-Gesellschaft mit der Bahnstrecke Stargard – Köslin (Koszalin) an das Eisenbahnnetz angeschlossen. Nach fast 40 Jahren begann man mit dem Bau des ersten Teilstückes der Bahnstrecke nach Bad Polzin (Połczyn-Zdrój) von Schivelbein nach Ziezeneff (Czieszeniewo), das am 16. November 1896 in Betrieb ging. 
Am 22. Dezember 1896 kam das zweite Teilstück von Ziezeneff nach Redel (Redło) hinzu, bis im März und April des Jahres 1897 die restlichen Abschnitte von Redel nach Lutzig (Stare Ludzicko) und von dort nach Bad Polzin dem Bahnverkehr übergeben werden konnte. 
In Bad Polzin fand die Strecke dann im Jahr 1903 Anschluss an die neuerbaute Bahnlinie von Falkenburg (Złocieniec) nach Bärwalde (Barwice).
Die Polnische Staatsbahn hat die Strecke 1945 von der Deutschen Reichsbahn übernommen und sie noch mehr als 50 Jahre weiter betrieben, bis sie sie am 25. März 1996 aus wirtschaftlichen Gründen für den Personenverkehr geschlossen hat. Am 1. Mai 1999 folgte bis auf den Abschnitt von Świdwin nach Smardzko (Simmatzig), der noch bis zum 10. April 2004 weiter betrieben wurde, die Schließung für den Güterverkehr. Inzwischen ist die Strecke komplett stillgelegt, Gleise und Schwellen wurden entfernt.